# Potenziale idrico

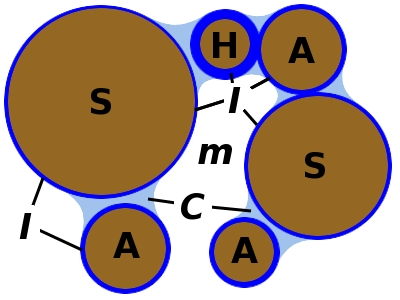
Meccanismo della ritenzione idrica nel terreno
Legenda:
S: particella non colloidale
A: colloide minerale
H: colloide organico
I: acqua adsorbita
C: acqua capillare
m: macroporo

Il potenziale idrico, in agronomia e pedologia, è un parametro differenziale che misura l'energia potenziale che ha l'acqua presente nel suolo, in riferimento alle condizioni dell'acqua libera. Questo parametro è impiegato per quantificare il lavoro che le piante devono spendere per l'assorbimento radicale ed è di basilare importanza nei calcoli relativi all'irrigazione. È convenzionalmente indicato con la lettera psi (ψ o Ψ).

## Definizione
Un determinato volume d'acqua, al pari di tutti i corpi, possiede un'energia potenziale che esprime la sua attitudine a compiere un lavoro e dipende dalle forze a cui è soggetta. Questa attitudine è significativa solo se espressa in termini relativi, facendo riferimento ad una condizione standard.
L'International Society of Soil Science (ISSS) definisce  come potenziale idrico il lavoro, riferito all'unità di volume d'acqua, che si compie o si libera portando l'acqua da un deposito di acqua pura, posto ad una determinata altezza (condizione di riferimento), alle condizioni in cui si trova nel terreno, nel punto preso in considerazione. Tale definizione si applica facendo riferimento a condizioni standard di temperatura e pressione, ad un sistema termodinamico isolato e ad una quantità infinitesimale d'acqua.
In condizioni ordinarie (terreno non saturo) l'acqua presente nel terreno è soggetta ad una pressione inferiore rispetto a quella di uno specchio d'acqua pura posto alla pressione atmosferica, in virtù delle forze aggiuntive che si esercitano sull'acqua nel sistema terreno (imbibizione dei colloidi, capillarità, osmosi). Ne consegue che l'acqua del terreno è, in condizioni normali, trattenuta con una pressione relativa negativa o tensione. Assumendo uguale a zero la condizione di riferimento, il potenziale idrico esprime una spesa energetica e assume perciò un valore negativo.
Facendo riferimento a condizioni standard, il potenziale idrico è espresso da un valore di pressione, come risulta dall'analisi dimensionale:
{\displaystyle \psi ={\frac {lavoro}{volume}}={\frac {F\cdot L}{L^{3}}}={\frac {F}{L^{2}}}=p}
Per convenzione, il potenziale idrico si misura quindi in bar. Altre unità di misura si usano se invece si fa riferimento all'unità di massa (J/kg) o all'unità di peso dell'acqua (m o cm). In quest'ultimo caso l'analisi dimensionale risulta come segue:
{\displaystyle \psi ={\frac {lavoro}{peso}}={\frac {F\cdot L}{F}}=L}

## Equazione analitica del potenziale idrico
Il potenziale idrico, inteso come potenziale totale, è la risultante del concorso di più componenti, che possono avere un differente peso. Analiticamente è espresso dalla seguente equazione:
Ψ = ψ0 - ψm - ψπ - ψg + ψs ± ψx
dove è:
- Ψ = potenziale totale;
- ψ0 = potenziale di riferimento, convenzionalmente uguale a 0;
- ψm = potenziale matriciale o di matrice, che assume sempre valori negativi;
- ψπ = potenziale osmotico o di soluto, che assume sempre valori negativi;
- ψg = potenziale gravitazionale, che assume sempre valori negativi;
- ψs = potenziale idraulico o piezometrico o di sommersione, che assume sempre valori positivi;
- ψx = altri componenti [2].

Per motivi che sono indicati più avanti, in condizioni normali il potenziale gravitazionale ha una scarsa rilevanza e può essere trascurato; altresì può essere trascurato il potenziale osmotico, perciò alla determinazione del potenziale totale concorrono fondamentalmente il potenziale matriciale o il potenziale di sommersione. Queste due componenti sono fra loro incompatibili nello stesso punto del terreno:
- il potenziale matriciale è dovuto alla tensione matriciale, ossia alla pressione negativa che la matrice solida del terreno esercita sull'acqua (acqua adsorbita sui colloidi o trattenuta per capillarità); la tensione matriciale si esercita perciò quando la porosità del terreno è occupata dall'acqua solo in parte (terreno non saturo);
- il potenziale di sommersione è dovuto alla pressione che ha l'acqua quando il terreno è saturo; in questo caso nel punto considerato si esercita una pressione positiva (rilevabile con un piezometro) dovuta sostanzialmente alla pressione idrostatica.

In base a quanto detto, in condizioni normali il potenziale idrico s'identifica, sia pure approssimativamente, con il potenziale di sommersione nei terreni saturi e con il potenziale matriciale nei terreni non saturi. In condizioni particolari è necessario prendere in considerazione anche altre componenti in quanto assumono un'incidenza non trascurabile. Una sintesi dei casi più frequenti è riportata nella seguente tabella.
| Contesto                              | Espressione analitica del potenziale idrico | Espressione analitica del potenziale idrico |
| Contesto                              | Vegetazione normale                         | Vegetazione ad alto fusto                   |
| ------------------------------------- | ------------------------------------------- | ------------------------------------------- |
| Terreno con bassa salinità non saturo | Ψ = - ψm                                    | Ψ = - ψm - ψg                               |
| Terreno con bassa salinità saturo     | Ψ = ψs                                      | Ψ = ψs - ψg                                 |
| Terreno salino non saturo             | Ψ = - ψm - ψπ                               | Ψ = - ψm - ψπ - ψg                          |
| Terreno salino saturo                 | Ψ = ψs - ψπ                                 | Ψ = ψs - ψπ - ψg                            |

Come si può osservare dalla tabella, il potenziale idrico assume sempre valori negativi nei suoli non saturi, in quanto tutte le forze in gioco agiscono in modo additivo nel trattenere l'acqua nel terreno. Nei suoli saturi, invece, le componenti concorrono controbilanciandosi; la risultante, positiva o negativa, dipende dai pesi delle componenti in gioco:
- nei suoli non salini o con salinità bassa prevale il potenziale di sommersione; si può inoltre dire che le condizioni di saturazione determinano un dilavamento dei sali, con conseguente aumento del potenziale osmotico [5].
- nei suoli salini il potenziale osmotico prevale su quello di sommersione; per questa ragione la maggior parte delle piante non si adatta a vivere nei suoli salini neppure in condizioni di elevata disponibilità d'acqua;
- nel caso della vegetazione ad alto fusto ha infine un ruolo determinante l'altezza degli alberi, ma in generale prevale il potenziale gravitazionale anche con alberi alti poche decine di metri.

In definitiva, escludendo i casi particolari, la condizione più frequente è quella in cui il terreno non è saturo, il tenore salino è relativamente basso e la vegetazione non ha un notevole sviluppo in altezza. In queste condizioni si possono trascurare sia il potenziale osmotico sia il potenziale gravitazionale, identificando perciò il potenziale idrico nel potenziale matriciale.

## Componenti del potenziale idrico

### Potenziale matriciale
Il potenziale matriciale o di matrice è generato dalla tensione matriciale, la pressione negativa risultante delle interazioni di interfaccia che si esercitano sull'acqua del terreno e che sono riconducibili a due forme:
- attrazione di superficie da parte dei colloidi idrofili del terreno;
- tensione superficiale dell'acqua.

La prima si manifesta con l'adsorbimento dell'acqua sulla superficie dei colloidi (humus e minerali argillosi), la seconda con i fenomeni di capillarità che sono alla base della ritenuta idrica nei micropori. L'acqua del terreno è composta perciò da tre frazioni: una trattenuta dai colloidi per adsorbimento, una nei micropori per capillarità, una presente nei macropori e soggetta a forze estranee alla matrice del suolo e che sostanzialmente si riconducono alla forza di gravità e all'osmosi.
In condizioni normali, con basse concentrazioni saline, quella dei macropori è acqua libera e il suo potenziale è nullo perché l'unica forza che si esercita è la gravità. Le piante non esercitano sforzi per assorbire questa frazione che, anzi, può esercitare una pressione positiva in condizioni di saturazione.
L'acqua trattenuta nei micropori è soggetta ad una tensione; il suo valore è tanto più basso quanto maggiore è il raggio di curvatura dei menischi nell'interfaccia di separazione fra acqua e aria del terreno. Per sottrarre questo quantitativo d'acqua le piante devono esercitare una forza di suzione compiendo un lavoro. La sottrazione dell'acqua capillare provoca una maggiore curvatura dei menischi e, quindi un abbassamento della tensione; quando il raggio di curvatura raggiunge un valore critico una parte dell'acqua capillare viene repentinamente sottratta in blocco e quella residua si assesta nei micropori formando un nuovo equilibrio; ne consegue che il meccanismo di suzione dell'acqua dei micropori da parte delle piante procede in modo discontinuo, a sbalzi .
L'acqua adsorbita sui colloidi è soggetta ad una tensione ancora più bassa; il suo valore è tanto più basso quanto minore è il numero di strati molecolari che rivestono la superficie dei colloidi. Si è stimato che, ad un potenziale di -15 bar, lo spessore di questo velo d'acqua è dell'ordine di 14 strati molecolari ; in queste condizioni la maggior parte delle piante priva di adattamenti xerofitici avvizzisce.
Sulla base di quanto detto, in condizioni di non saturazione, il potenziale matriciale ha un valore negativo ed è tanto più basso quanto minore è il contenuto dell'acqua nel terreno. Le piante assorbono l'acqua attingendo in modo preferenziale dalle tre frazioni citate, preferendo la frazione libera, soggetta a tensioni nulle.

### Potenziale di sommersione
Il potenziale di sommersione o idraulico o piezometrico è generato dalla presenza di acqua libera che occupa tutti gli spazi vuoti del terreno. Questo potenziale può considerarsi nullo oppure positivo in quanto l'acqua presente nei macropori non è soggetta a tensione. Al fine di quantificare il valore del potenziale, si può considerare il terreno alla stregua di una condotta idrica, perciò l'energia potenziale è determinata secondo le leggi della meccanica dei fluidi.
Ai fini pratici il potenziale di sommersione ha un'importanza limitata: fatta eccezione per le colture sommerse (es. il riso), la saturazione del terreno è una condizione temporanea in quanto in breve tempo l'acqua soggetta alla forza di gravità è destinata a percolare in profondità. Va in ogni modo ribadito che l'applicazione dell'equazione del potenziale idrico, in queste condizioni, richiede l'impiego del potenziale di sommersione in luogo del potenziale matriciale, anche se si tratta di un esercizio, fondamentalmente, di valenza teorica.

### Potenziale osmotico
Il potenziale osmotico o potenziale di soluto è generato dalla tensione osmotica, forza con cui un soluto lega l'acqua. L'acqua nel terreno non è mai allo stato puro, bensì è una soluzione in cui le molecole e gli ioni disciolti  esercitano forze di attrazione elettrostatica sulle molecole d'acqua riducendone l'attività. La tensione osmotica è sempre negativa.
Il valore del potenziale osmotico, sempre riferito all'unità di volume, si determina analiticamente applicando l'equazione:
{\displaystyle \pi =-m\cdot i\cdot R\cdot T}
dove
- π è la tensione osmotica;
- m  è la concentrazione molare;
- i è il fattore di van 't Hoff;
- R è la costante dei gas (8,3144 J·mol−1·K−1);
- T è la temperatura assoluta.

A parità di condizioni, la tensione osmotica dipende dalla concentrazione salina della soluzione circolante (m) e dal fattore di van 't Hoff, che esprime il grado di dissociazione elettrolitica. Il valore del fattore i è infatti direttamente proporzionale al numero di ioni prodotti dalla dissociazione e alla percentuale di dissociazione dell'elettrolita. Ad esempio, per il cloruro di sodio è uguale a 2, per l'acido solforico è uguale a 2,28, per un soluto polare non elettrolita è uguale a 1.
In condizioni normali la concentrazione salina della soluzione circolante nel terreno è inferiore all'1 per mille e il potenziale osmotico assume valori di scarsa incidenza sul potenziale totale. Il suo valore si abbassa in modo più o meno sensibile al diminuire dell'umidità in quanto la soluzione diventa più concentrata. Assume invece valori piuttosto bassi, fino a prevalere sullo stesso potenziale matriciale, nei terreni salini o nei suoli soggetti ad apporti di acque salmastre. Non va inoltre trascurata l'incidenza del potenziale osmotico nei terreni soggetti a periodi di aridità più o meno prolungata: in questi terreni si verifica spesso un accumulo di sali, specie se interessati dalla risalita capillare di acque salse, condizioni che si verificano sovente nell'Italia meridionale. Condizioni temporanee di salinità si possono verificare anche dopo laute concimazioni o abbondante distribuzione di liquami, in quanto aumentano la concentrazione della soluzione circolante determinando un abbassamento sensibile del potenziale osmotico.

### Potenziale gravitazionale
Il potenziale gravitazionale è generato dalla posizione relativa dell'acqua nel campo gravitazionale. Questa componente è di limitata importanza in quanto i dislivelli geometrici che le piante devono superare sono generalmente modesti e in ogni modo non è d'interesse in ambito agronomico. La sua incidenza diventa infatti rilevante solo per alberi alti decine di metri, in quanto il potenziale gravitazionale diminuisce di un bar ogni 10 metri d'altezza.

## Valori teorici e ordinari del potenziale idrico
Come visto nel paragrafo precedente, il potenziale idrico assume, nella maggior parte dei casi, un valore negativo. Occorre perciò fare attenzione al significato delle locuzioni potenziale alto e potenziale basso. Trattandosi di valori negativi, un potenziale alto (basso in valore assoluto) presuppone una bassa capacità di ritenuta dell'acqua, perciò le piante effettueranno una modesta spesa energetica. Al contrario, se il potenziale è basso (ossia alto in valore assoluto) il terreno trattiene l'acqua con forza e le piante devono compiere un notevole sforzo per assorbire l'acqua.
Lo stato di umidità di un terreno può variare dalla completa saturazione, che si realizza quando l'acqua occupa tutti gli spazi vuoti, alla completa disidratazione che si realizza quando nel terreno resta esclusivamente l'acqua incorporata stabilmente all'interno della matrice solida (ad esempio, l'acqua incorporata nei reticoli cristallini. Questa seconda condizione, in realtà, si realizza solo in laboratorio, sottoponendo un campione di terreno ad essiccazione completa per riscaldamento a temperature superiori a 100 °C per alcuni giorni. Nella pratica, infatti, il contenuto d'acqua nel terreno arido è il risultato di un equilibrio che s'instaura tra umidità relativa dell'aria e umidità del terreno: esponendo un campione di terra, completamente disidratato, all'aria si avrà un riassorbimento di umidità per il fenomeno dell'igroscopia.
Nelle due condizioni estreme il potenziale idrico varia entro un campo molto ampio, che va da un minimo di 0 bar, nel terreno saturo , ad un massimo di -10.000 bar nel terreno completamente disidratato. Adottando il Sistema Internazionale questi valori si esprimono in MPa, con un campo di variazione compreso fra 0 MPa e -10³ MPa .
Ai fini pratici, l'ampiezza del campo di variazione del potenziale idrico non si presta all'uso di una scala lineare. Le variazioni di potenziale idrico di maggior interesse, in ambito agronomico, si collocano infatti entro poche decine di bar e, nella realtà pratica, raramente il potenziale idrico scende sotto il limite di -31 bar , valore in corrispondenza del quale la maggior parte delle piante non è in grado di sopravvivere. Per questo motivo le variazioni del potenziale idrico si esprimono su scala logaritmica.

## pF
Nel 1935 R.K. Schofield propose l'uso di un indice numerico correlato, detto pF, in luogo del potenziale idrico. Il vantaggio del pF consiste nella semplicità della scala, in quanto il campo di variazione di questo indice è compreso fra un minimo pari a 0 ad un massimo pari a 7 ed è basato su una scala lineare.
Il pF è correlato al potenziale idrico, espresso in centimetri d'acqua  per mezzo dell'operatore matematico p:
{\displaystyle pF=-\log {|\Psi |}=\log {\frac {1}{|\Psi |}}}
In altri termini, il pF è il cologaritmo del valore assoluto del potenziale idrico espresso come altezza in centimetri di una colonna d'acqua. Si noti che la relazione che lega il pF al valore assoluto del potenziale idrico è la stessa che lega il pH alla concentrazione di ioni H+ in una soluzione.
La corrispondenza fra pF e potenziale idrico è riassunta nella seguente tabella:
| pF          | 0      | 1      | 2      | 3      | 4      | 5      | 6      | 7       |
| Ψ (10 mH2O) | 0      | -0,01  | -0,1   | -1     | -10    | -100   | -1.000 | -10.000 |
| Ψ (bar)     | -0,001 | -0,010 | -0,098 | -0,981 | -9,806 | -98,06 | -980,6 | -9806   |

Poiché il metro d'acqua e il bar si equivalgono a meno del fattore 10,197 (1 bar = 10,197 mH2O), negli intervalli di variazione del potenziale idrico d'interesse agronomico si può approssimativamente far corrispondere il pF al cologaritmo del valore assoluto del potenziale espresso in bar.

## Umidità e potenziale idrico
Sulla base di quanto si è detto in precedenza si può capire che la misura dell'umidità del terreno  non è sufficiente a valutare l'effettiva disponibilità idrica per le piante. Questo valore, anzi, isolato dal contesto, è fuorviante: lo stesso valore di umidità può rappresentare una buona disponibilità idrica in un terreno sabbioso e invece provocare l'appassimento della stessa pianta in un terreno argilloso o in uno terreno torboso. D'altra parte è emblematica l'inospitalità di uno stagno salato per la maggior parte delle piante: una pianta priva di adattamenti soffre di stress idrico o addirittura avvizzisce sulla sponda di uno specchio d'acqua salata pur trovandosi in condizioni di elevata umidità.
Il motivo di tutto ciò risiede nel fatto che lo stesso quantitativo d'acqua, presente in differenti terreni, è soggetto a forze (o, meglio, tensioni) differenti. Una maggiore tensione dell'acqua (in valore assoluto) si traduce in un potenziale idrico più basso, per cui le piante devono esercitare uno sforzo più intenso per assorbire l'acqua. In definitiva il concetto si sintetizza affermando che l'abbassamento del potenziale idrico riduce la disponibilità dell'acqua.
L'effettiva disponibilità dell'acqua è dunque determinata dal valore del potenziale idrico. Mettendo in relazione l'umidità del terreno con il potenziale idrico si possono individuare alcuni valori notevoli definiti genericamente costanti idrologiche del terreno. Il termine costante indica che il valore notevole è una proprietà del terreno, anche se la definizione di costante è inappropriata per alcune di esse.

### Capacità idrica massima
La Capacità idrica massima (CIM) è il valore di umidità corrispondente alla completa saturazione del terreno. Per convenzione si assume che il potenziale idrico a questo valore di umidità sia nullo e il pF tende a 0 .
Quando il terreno è alla capacità idrica massima la tensione matriciale è nulla e le piante assorbono l'acqua contenuta nei macropori, soggetta esclusivamente alla forza di gravità (fatta eccezione per le acque salmastre).

### Capacità di campo
La capacità di campo o capacità di ritenuta idrica o capacità di ritenzione (CC) è il valore di umidità corrispondente alla piena saturazione dei micropori e all'assenza totale dell'acqua nei macropori. Sul valore del potenziale idrico associato alla capacità di campo gli Autori non concordano universalmente. Alcune fonti propongono un potenziale idrico di -0,1 bar (pF≈2) , altre valori differenti dipendenti dal tipo di terreno, ad esempio, da -0,06 bar di un terreno sabbioso (pF≈1,8) a -0,3 bar di un terreno argilloso (pF≈2,5) , altre -0,33 bar (pF≈2,53) . In generale la letteratura riporta comunque valori compresi fra -0,1 bar e -0,3 bar .
Il terreno alla capacità di campo è considerato un valore ottimale di umidità in quanto rappresenta il punto di incontro fra le esigenze di equilibrio disponibilità d'acqua e disponibilità d'aria, quelle relative all'immagazzinamento di riserve idriche stabili e quelle relative allo sforzo esercitato dalle piante nell'assorbimento idrico. L'acqua in eccesso sopra la capacità di campo occupa i macropori, perciò è assorbita con maggiore facilità, tuttavia essendo soggetta a percolazione profonda non si conserva stabilmente nel terreno; inoltre la presenza di acqua oltre la capacità di campo sottrae spazio all'aria, ugualmente indispensabile per la maggior parte delle piante.
L'acqua presente nel terreno alla capacità di campo è trattenuta nei micropori per capillarità oppure adsorbita sui colloidi, perciò è sottratta all'azione della forza di gravità ed è - almeno in parte - disponibile per le piante.

### Coefficiente di avvizzimento
Il Coefficiente di avvizzimento o punto di avvizzimento o punto di appassimento coefficiente di appassimento permanente o, impropriamente , coefficiente di appassimento (CA) è quel valore di umidità in corrispondenza del quale le piante non riescono più a vincere la tensione. In queste condizioni, in assenza di meccanismi di adattamento xerofitici, le piante muoiono per avvizzimento.
Il coefficiente di avvizzimento è impropriamente definito come una costante del terreno, in realtà il suo valore dipende - oltre che dal terreno - anche dalla specie vegetale. La maggior parte delle piante, tuttavia, manifesta sintomi di avvizzimento a valori di potenziale idrico compresi fra -15 bar e -25 bar (pF≈4,2÷4,4), anche se ci sono piante alofite o xerofite che possono assorbire l'acqua fino a potenziali di -175 bar . Va tuttavia considerato che il potenziale idrico varia secondo una scala logaritmica e la differenza di umidità in questo intervallo di variazione è di limitata rilevanza al punto da poter considerare il coefficiente di avvizzimento una costante propria del terreno.
Il coefficiente di avvizzimento rappresenta il limite estremo compatibile con la vita delle piante agrarie. L'acqua contenuta in eccesso, rispetto a questo valore, è considerata disponibile; al di sotto del valore è invece presente acqua capillare non disponibile, che può essere sottratta al terreno solo per evaporazione spontanea o per essiccazione in stufa.

### Coefficiente igroscopico
Il Coefficiente igroscopico (CI) è quel valore in corrispondenza del quale l'umidità del terreno è in equilibrio con quella dell'aria. Il potenziale idrico oscilla fra -100 bar e -1000 bar in funzione dell'umidità relativa dell'aria. Questa costante idrologica non ha alcuna importanza sotto l'aspetto agronomico in quanto definisce una condizione ambientale proibitiva per la generalità delle piante.
Con il terreno al coefficiente igroscopico è stata persa tutta l'acqua capillare; resta solo uno strato adsorbito sui colloidi e trattenuto con tensioni molto alte (in valore assoluto) che neppure l'evaporazione può allontanare: solo un abbassamento dell'umidità relativa dell'aria o un aumento della temperatura può sottrarre ulteriori quantitativi d'acqua. L'umidità presente sotto il coefficiente igroscopico si può infatti allontanare essiccando il terreno in stufa ad oltre 100 °C per 1-2 giorni, tuttavia l'umidità persa viene riacquistata per igroscopicità riportando il campione di terra alle condizioni ambientali ordinarie.

## Frazioni dell'acqua nel terreno
Le costanti idrologiche del terreno definiscono i limiti fra intervalli di umidità che hanno differenti destini, in quanto soggetti a tensioni diverse: questi intervalli sono detti rispettivamente, passando da potenziali alti a potenziali alti, acqua gravitazionale, capillare disponibile, capillare non disponibile e igroscopica.

### Acqua gravitazionale
Detta anche acqua di percolazione, è quella frazione di umidità compresa fra la capacità di campo e la capacità idrica massima. L'acqua gravitazionale ha un potenziale alto (da -0,1÷-0,3 bar a 0 bar) perciò è facilmente soggetta ad essere sottratta per azione della forza di gravità (percolazione profonda), dell'assorbimento radicale e dell'evaporazione diretta.
L'acqua gravitazionale occupa i macropori del terreno e ha una permanenza limitata: da poche ore nei terreni a tessitura grossolana a qualche giorno in quelli a tessitura fine o finissima. Persiste per tempi più lunghi solo nei terreni mal drenati o con falde superficiali.
La presenza di acqua gravitazionale non rappresenta affatto una condizione ottimale in quanto sottrae spazio all'aria rendendo il terreno asfittico. Per questo motivo è fondamentale un buon drenaggio al fine di allontanare in tempi brevi l'eccesso idrico.

### Acqua capillare disponibile
Detta anche acqua disponibile o riserva utilizzabile, è quella frazione di umidità compresa fra il coefficiente di avvizzimento e la capacità di campo. Il potenziale idrico è relativamente alto (da -15÷-25 bar a -0,1÷-0,3 bar) e permette a questa frazione di sottrarsi alla forza di gravità. L'acqua capillare infatti è trattenuta per capillarità e può essere allontanata solo con l'assorbimento radicale e con l'evaporazione diretta.
Si tratta della frazione di maggiore interesse agronomico, in quanto trattenuta stabilmente dal terreno e resa disponibile alle piante. I tempi di esaurimento dipendono dall'intensità dell'evapotraspirazione; in condizioni di limitata disponibilità irrigua, la tecnica agronomica si prefigge lo scopo di rallentare i tempi di esaurimento, adottando quegli accorgimenti che riducono le cause di evaporazione diretta a favore dell'assorbimento radicale e della traspirazione (es. la sarchiatura e la pacciamatura).
Un aspetto importante da tenere in considerazione è che, nel corso del suo esaurimento, l'acqua disponibile residua è trattenuta con tensioni via via più alte, che fanno scendere il potenziale idrico da -0,1÷-0,3 bar a -15÷-25 bar. Dal momento che in prossimità del coefficiente di avvizzimento le piante manifestano già uno stato di sofferenza, gli Autori distinguono spesso due frazioni dell'acqua disponibile: una trattenuta a potenziali alti (acqua o riserva facilmente utilizzabile o umidità equivalente), l'altra trattenuta a potenziali bassi.
Il limite critico che separa queste due frazioni non è ben definito e varia di coltura in coltura, soprattutto in relazione alla fase fenologica e alle esigenze fisiologiche specifiche. In generale, per le colture più esigenti, si considera facilmente utilizzabile la quota superiore al 70-80% dell'acqua disponibile, per le colture mediamente esigenti la quota superiore al 60-70%, per quelle più resistenti la quota superiore al 40-50% . In condizioni di accumulo di salinità il limite critico si innalza sensibilmente rispetto ai valori orientativi appena citati.

### Acqua capillare non disponibile
È quella frazione di umidità compresa fra il coefficiente igroscopico e il coefficiente di avvizzimento, trattenuta con potenziali che vanno da un massimo di -15÷-25 bar ad un minimo di -100÷-1000 bar, quest'ultimo dipendente dall'umidità relativa dell'aria. Questa frazione non ha interesse agronomico in quanto solo alcune piante a forte adattamento xerofitico riescono ad utilizzarne una parte. Al di fuori di questi casi particolari, l'acqua non disponibile è allontanata dal terreno solo per evaporazione.

### Acqua igroscopica
È quella frazione di umidità che resta nel terreno quando raggiunge il coefficiente igroscopico, trattenuta a potenziali molto bassi in virtù dell'igroscopicità del terreno. Condizioni di questo genere si raggiungono solo in caso di marcata aridità, in genere negli strati più superficiali del suolo e in ogni modo rappresentano contesti che esulano dagli ambiti agronomici.

## Curva di ritenzione idrica

Esempio di curva di ritenzione idrica di un terreno argilloso. Per la legenda si rimanda al testo

Esempio di curva di ritenzione idrica di un terreno sabbioso.

La relazione empirica che lega l'umidità del terreno al potenziale idrico è rappresentabile graficamente tracciando la curva di ritenzione idrica. Ogni terreno ha una propria curva che può essere costruita su scala logaritmica, usando come ordinata il potenziale idrico, oppure su scala lineare, usando il pF.
La curva si determina per via empirica misurando il potenziale idrico a differenti valori di umidità. Per questa operazione si può ricorrere a differenti metodi. In genere l'umidità si determina per essiccazione di un campione di terreno in stufa e il potenziale idrico con un tensiometro. Questo metodo è tuttavia laborioso e lungo, mentre per questo scopo si presta meglio l'uso dell'apparecchio di Richards.
L'andamento della curva offre una visione d'insieme delle proprietà idrologiche di un terreno anche ad un esame sommario. In generale i suoli con elevata capacità di invaso, in grado di accogliere consistenti quantitativi d'acqua (es. i terreni con alta dotazione in colloidi come quelli argillosi o ricchi di sostanza organica), hanno curve di ritenzione idrica espanse in larghezza, mentre i suoli a tessitura grossolana e poveri di colloidi (es. terreni sabbiosi o pietrosi) hanno curve strette. La larghezza della curva è correlata con la porosità totale del terreno.
Sotto l'aspetto agronomico è però di particolare importanza l'ampiezza in larghezza del tratto di curva compreso fra la capacità di campo e il coefficiente di avvizzimento, in quanto offre un'indicazione della capacità del terreno di trattenere stabilmente acqua che sarà disponibile. I terreni torbosi e quelli argillosi, dotati di alta capacità di ritenzione idrica mostrano un tratto espanso in larghezza, contrariamente a quelli grossolani che hanno invece una limitata capacità di immagazzinare acqua.
Il rapporto fra la larghezza del tratto CC-CA (acqua capillare disponibile) e quella del tratto CC-CIM (acqua gravitazionale) è correlato al rapporto fra microporosità e macroporosità e offre un'indicazione di massima del quantitativo d'acqua che il terreno invasa riesce a trattenere stabilmente. I terreni argillosi mostrano un tratto CC-CA ampio anche in termini relativi (ossia riferito all'ampiezza totale della curva), mentre quelli sabbiosi mostrano un tratto CC-CA molto stretto rispetto al tratto CC-CIM. Ciò implica che i terreni sabbiosi, oltre ad invasare quantitativi d'acqua limitati, ne trattengono una quota minima, in quanto, a causa dell'elevata macroporosità, la perdono in gran parte per percolazione profonda. Al contrario, i terreni argillosi sono in grado di invasare grandi quantità d'acqua e di trattenerne una quota cospicua in virtù della notevole microporosità. Questa proprietà si evidenzia in particolare nei terreni dotati di una cattiva struttura: l'eccessiva microporosità di questi terreni è infatti causa di una difficoltà di drenaggio dell'acqua in eccesso; la curva di ritenzione idrica dei terreni mal strutturati mostra infatti un tratto CC-CIM molto stretto.

## Effetto di isteresi

Effetto di isteresi nella ritenzione idrica.

L'effetto d'isteresi è un fenomeno per cui la curva di ritenzione idrica di un terreno in fase di umettamento ha un percorso differente rispetto allo stesso terreno in fase di essiccamento. A parità di umidità, infatti, lo stesso terreno trattiene l'acqua con un potenziale più basso quando è in fase di essiccamento rispetto al potenziale in fase di umettamento.
Ai fini agronomici interessa in particolare il comportamento del terreno in fase di  essiccamento, perciò la curva di ritenzione andrebbe rilevata in queste condizioni. Infatti, una delle principali applicazioni della curva di ritenzione idrica consiste nella determinazione del momento ottimale in cui eseguire un intervento irriguo.
L'impiego di una curva determinata con terreno in fase di inumidimento porterebbe ad una sottostima dell'umidità critica di intervento: ipotizzando di voler intervenire quando l'umidità scende al valore x, in realtà il potenziale idrico è più basso di quello atteso. Ciò implica che in prossimità dell'intervento irriguo, con terreno in prosciugamento, le piante stiano soffrendo più di quanto ci si attenda.

## Applicazione pratica
L'applicazione pratica di maggior rilievo è l'individuazione del momento in cui intervenire. Una volta note le costanti idrologiche o la curva di ritenzione del terreno in cui si opera, si può procedere ad una tecnica di irrigazione razionale basata sul bilancio idrico del terreno, in quanto limita gli sprechi idrici e nello stesso tempo controlla l'andamento delle riserve prevenendo gli stress da deficit idrico.
I criteri fondamentali su cui si basa questa tecnica sono riassunti nei seguenti punti:
- La condizione ottimale è rappresentata dal terreno alla capacità di campo: qualsiasi apporto irriguo superi questo valore di umidità comporta una certa perdita d'acqua per percolazione profonda.
- Con appositi strumenti si controlla l'abbassamento del potenziale idrico (tensiometro, apparecchio di Bouyoucos, sonda neutronica, ecc.) oppure dell'umidità (analisi gravimetrica con essiccazione in stufa, metodo all'acetilene, ecc.). I vari metodi a disposizione presentano pregi e difetti, ma in generale in un contesto operativo si ricorre alla determinazione del potenziale idrico con un tensiometro o con un apparecchio di Bouyoucos.
- L'intervento irriguo si effettua quando si è consumata la riserva facilmente utilizzabile, definita come percentuale dell'acqua disponibile. Questo parametro, come si è detto in precedenza, dipende da diversi fattori, fra cui ha un ruolo fondamentale la specie coltivata e la fase fenologica.
- Quando la variabile controllata scende al valore critico si irriga somministrando il quantitativo d'acqua necessario a riportare il terreno alla capacità di campo.